# رويال بنك أف كندا
رويال بنك أف كندا أو (البنك الملكي الكندي) شركة خدمات مالية كندية متعددة الجنسيات وأكبر بنك في كندا من حيث القيمة السوقية . يخدم البنك أكثر من 16 مليون عميل ولديه 80,000 موظف حول العالم.  تأسس البنك في عام 1864 في هاليفاكس ، نوفا سكوتيا ، على الرغم من أن مكتبه الرئيسي يقع في مونتريال ، كيبيك ، ومقر الشركة الرئيسي في تورنتو ، أونتاريو . في نوفمبر 2017 ، تمت إضافته إلى قائمة مجلس الاستقرار المالي للبنوك العالمية ذات الأهمية النظامية .
في كندا، يخدم ما يقرب من عشرة ملايين عميل من خلال شبكته المؤلفة من 1,209 فرعا. الفرع المصرفي الأمريكي الذي كان يدير 439 فرعًا سابقًا في ست ولايات في جنوب شرق الولايات المتحدة،  ولكنه الآن يقدم فقط خدمات مصرفية عبر الحدود للمسافرين والوافدين الكنديين. تمتلك RBC أيضًا 127 فرعًا في سبعة عشر دولة في منطقة البحر الكاريبي، والتي تخدم أكثر من 16 مليون عميل.  RBC Capital Markets هي شركة RBC للاستثمارات المصرفية للشركات في جميع أنحاء العالم، بينما تعرف شركة الوساطة الاستثمارية باسم RBC Dominion Securities . يتم تقديم الخدمات المصرفية الاستثمارية أيضًا من خلال بنك RBC ، ويتم التركيز على عملاء السوق المتوسطة.
في عام 2011 ، كانت أكبر شركة كندية من حيث القيمة السوقية والإيرادات.  واحتلت المرتبة رقم 50 في فوربس جلوبال 2000 لعام 2013 ،  وللشركة عمليات في كندا، و 40 دولة أخرى  ولديها أصول بقيمة 673.2 مليار دولار أمريكي في عام 2014.

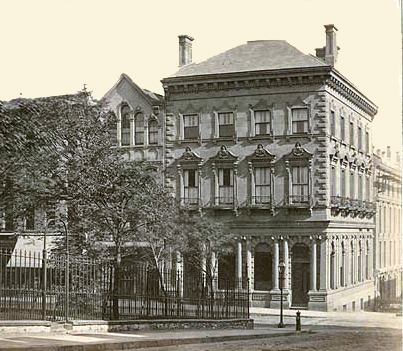
مبنى بنك الاتحاد في هاليفاكس ، ج. 1900. اندمج البنك مع بنك RBC عام 1910.

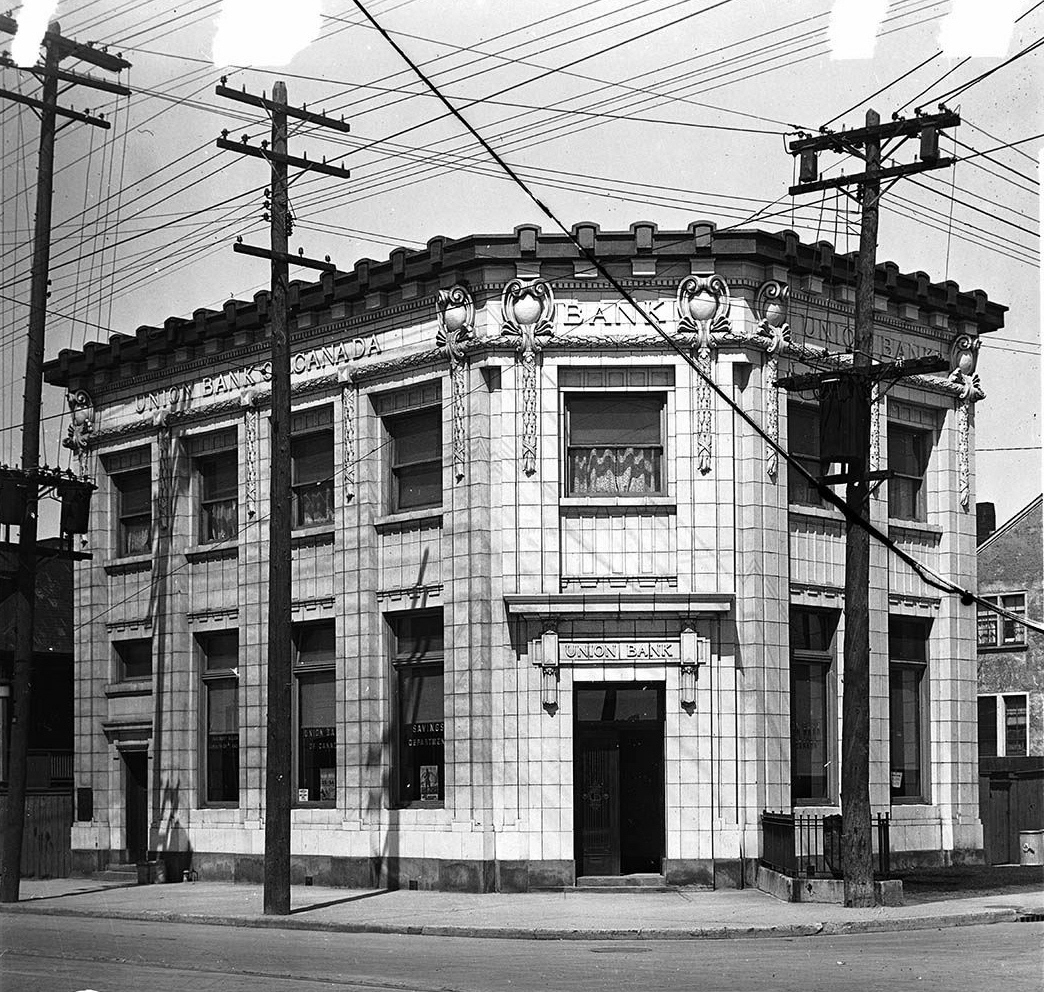
فرع بنك الاتحاد الكندي في تورنتو ، 1919. تم الاستحواذ على البنك من قبل RBC في عام 1925.

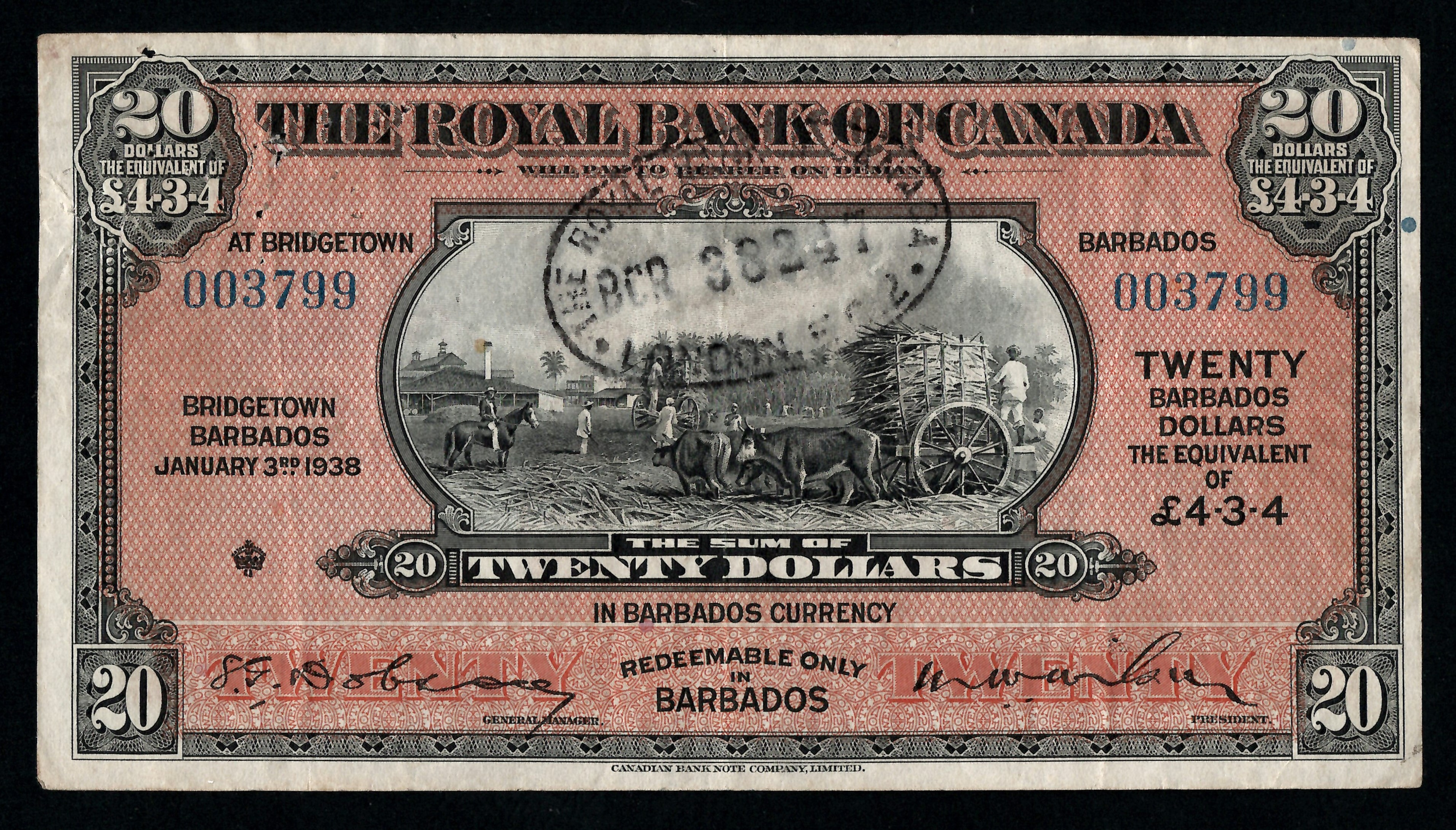
A 20 $ RBC بنكنوت من 1938 ، صدر للتداول في بربادوس.

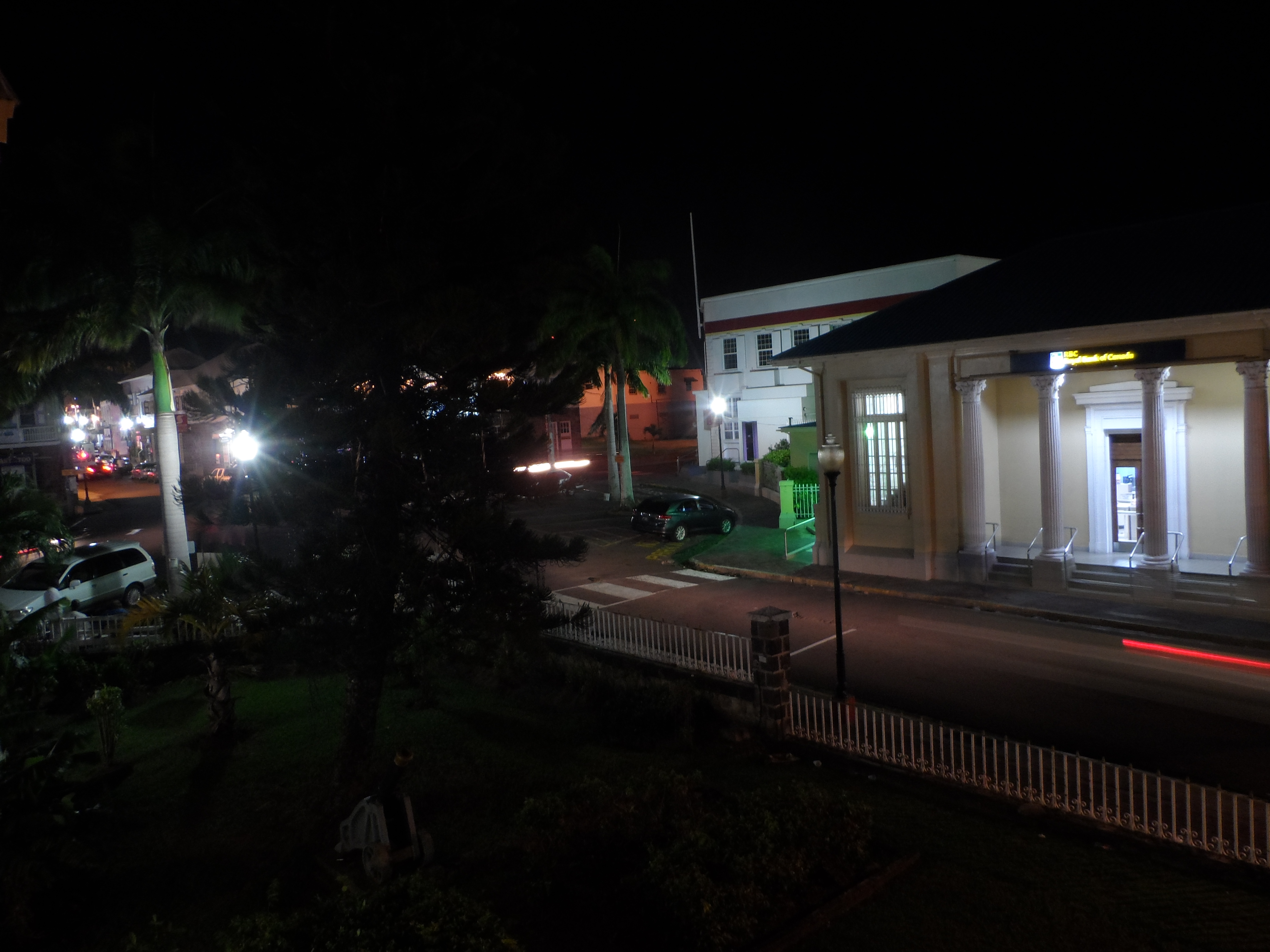
فرع بنك RBC الملكي في باستير ، سانت كيتس ونيفيس. تعمل RBC في البلاد منذ عام 1914.

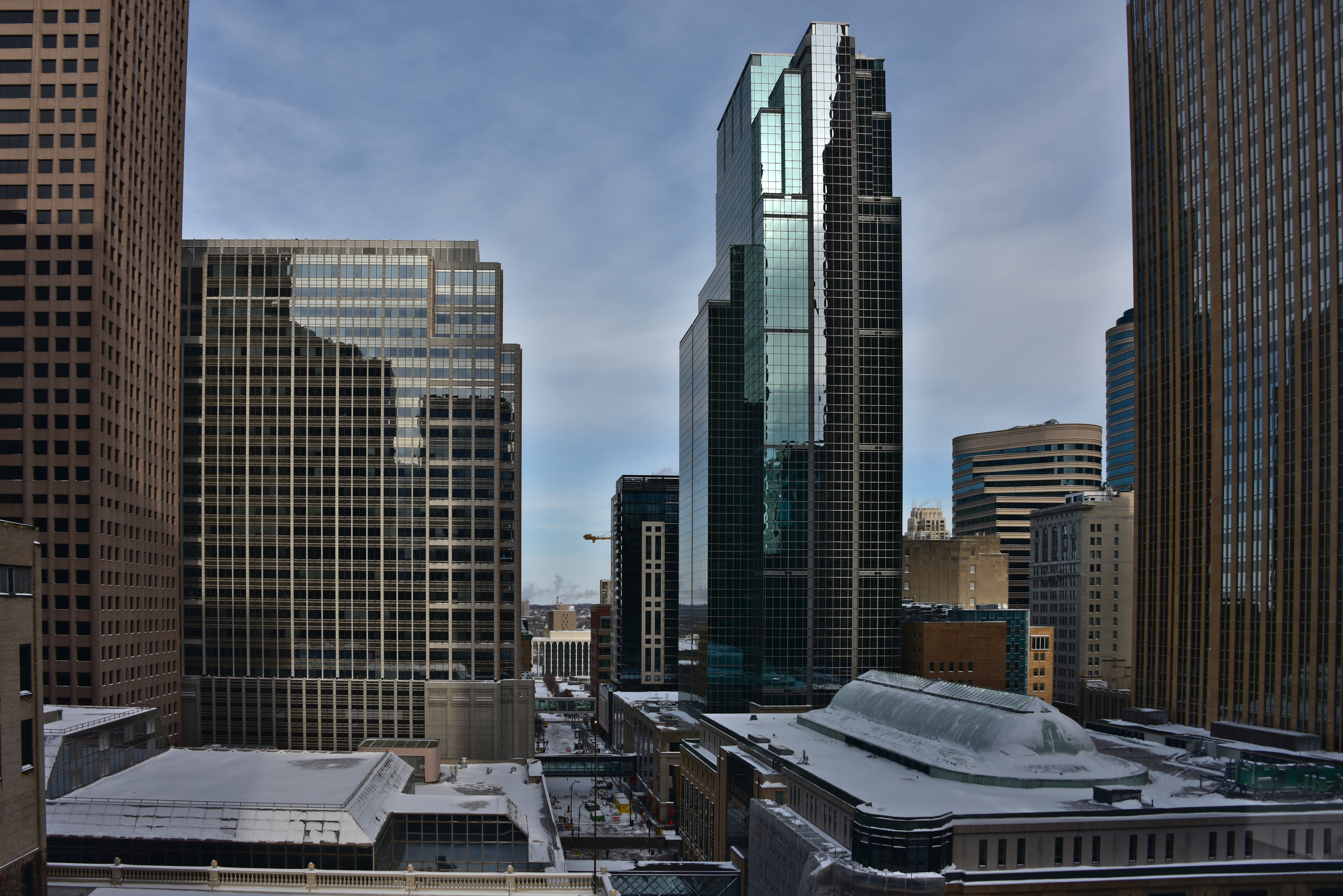
RBC Plaza في منيابولس ، مقر شركة RBC Wealth Management ، سابقًا Dain Rauscher Wessels ، وهي شركة استحوذت عليها RBC في عام 2000.